# 格倫弗雷澤 (加利福尼亞州)
格倫弗雷澤（英語：Glen Frazer）是位於美國加利福尼亞州康特拉科斯塔縣的一個非建制地區。該地的面積和人口皆未知。

## 地理
格倫弗雷澤的座標為37°59′54″N 122°09′46″W / 37.99833°N 122.16278°W，而該地的平均海拔高度為90米（即295英尺）。